# اکسالات آهن (II)
اکسالات آهن(II) (به انگلیسی: Iron(II) oxalate) با فرمول شیمیایی FeC۲O۴ یک ترکیب شیمیایی با شناسه پاب‌کم ۱۰۵۸۹ است؛ که جرم مولی آن ۱۴۳٫۹۱ g/mol می‌باشد. شکل ظاهری این ترکیب، پودر زرد است. این ترکیب حاصل پیوند یون فرو (آهن دوظرفیتی (حالت اکسایش +۲) ) با آنیون اگزالات است.